# Полсат нюз 2
Полсат нюз 2 (с оригинално наименование: Polsat News 2) е информационен телевизионен канал в Полша. Той е вторият новинарски канал на телевизионната компания Полсат, стартира излъчване на 9 юни 2014 г. Ръководител на телевизионният канал от самото му създаване е Хенрик Собирайски.

## История
Телевизионният канал стартира на 9 юни 2014 г. в 10:00 ч. под името Полсат нюз+, заменяйки Полсат бизнес. Основава се на публицистични и информационни програми, най-известната от които е „To był dzień na świecie“ (от полски – „Такъв е бил денят в света“). Включва също програми, излъчвани преди по Полсат бизнес: „Zoom na giełdę“, „Biznes Informacje“ и „Nie daj się fiskusowi“. Нови предавания са: „Prawy do Lewego“, „Lewy do Prawego“, „Rozmowa polityczna“, „WidziMiSię“, „Wysokie C“, „poŚwiata“, „Od redakcji“. От 31 юли 2014 г. каналът е преименуван на Полсат нюз 2, по искане на ITI Neovision. През юни 2018 г. компанията спря да произвежда и излъчва собствени програми. От 16 април 2024 г. каналът е достъпен в HD качество. 